# Alcides Chamorro
Alcides Glorioso Chamorro Balvín (Vilca, 13 de abril de 1963) es un abogado y político peruano. Fue alcalde de la ciudad de Huancayo en 2015 y congresista de la república durante el periodo 2001-2006. También ejerció como alcalde del distrito de Chilca en 1996.

## Biografía
Nació en el distrito de Vilca, ubicado en el departamento de Huancavelica, el 13 de abril de 1963. Es hijo de Rafael Chamorro Arana y de Alejandra Balvín Cárdenas.
Realizó sus estudios primarios en su pueblo natal y los secundarios en la Institución Educativa Túpac Amaru del distrito de Chilca. Luego, se tituló como abogado en la Universidad Peruana Los Andes en 1990 y en 2010 egresó de la maestría en Derecho Constitucional y Derechos Humanos de la filial Huancayo de la Universidad Alas Peruanas.
En el 2013, obtuvo un Doctorado en Derecho por la Universidad Peruana Los Andes.

## Carrera política

### Alcalde de Chilca
Alcides Chamorro se inició en la política cuando en 1995 fue elegido como alcalde del distrito de Chilca en las elecciones municipales con el 30.523% de los votos, para el periodo 1996-1998.

### Congresista de la República
Para las elecciones generales del año 2001 se afilió al Frente Independiente Moralizador, partido político de Fernando Olivera, y participó como candidato al Congreso de la República en representación del departamento de Junín. Chamorro resultó elegido con 47,346 votos para el periodo parlamentario 2001-2006.
Durante su gestión congresal, presidió la Comisión de Justicia del Congreso.
Tras culminar su gestión parlamentaria, Chamorro luego se presenta en las elecciones regionales del 2006 como candidato a la presidencia del Gobierno Regional de Junín por el Movimiento Independiente Fuerza Constructora. Sin embargo quedó en el segundo lugar tras la victoria de Vladimiro Huaroc. Nuevamente no tuvo éxito en las elecciones regionales del 2010 tras quedar en tercer lugar.

### Alcalde de Huancayo
En las elecciones municipales del 2014, Chamorro se presentó como candidato a la alcaldía de la ciudad de Huancayo por el movimiento regional Junín Sostenible con su Gente. Terminó siendo elegido como alcalde de Huancayo para el periodo 2015-2018.
En su gestión, anunció reforzar la seguridad ciudadana y la lucha contra el comercio informal. También formó parte de la creación de la Vía Evitamiento.
Últimamente laboró como asesor en el Congreso de la República del congresista David Jiménez de Fuerza Popular. En la actualidad está afiliado al partido político Perú Moderno desde el año 2024.